# System Mizar
System Mizar – system automatycznego dowodzenia twierdzeń i tworzenia prac matematycznych, składający się z:
- języka definiowania[1] sformalizowanych matematycznych definicji i dowodów,
- aplikacji komputerowej, zdolnej do sprawdzania dowodów zapisanych w tym języku,
- biblioteki definicji i udowodnionych twierdzeń, do których można się odwoływać i używać w nowych pracach.

Budowę systemu rozpoczął w 1973 Andrzej Trybulec. Obecnie jest rozwijany na Uniwersytecie w Białymstoku i Uniwersytecie Shinshū (Japonia).
Prace Mizar są pisane w zwykłym ASCII. Język Mizar jest na tyle zbliżony do zwykłych zapisów matematycznych, że matematycy uczą się go niemal natychmiast. Mizar uzasadnia wszystkie kroki dowodu, co sprawia, że jego artykuły są przeciętnie 4 razy dłuższe niż analogiczne prace matematyczne pisane przez człowieka. 
System dowodzenia twierdzeń używa logiki klasycznej, jest napisany w Pascalu i może być ściągnięty z sieci i używany za darmo do niekomercyjnych celów. Pracuje na platformach Windows, Solaris, FreeBSD, Linux, OS X/Darwin. Kod źródłowy jest dostępny tylko dla członków stowarzyszenia Association of Mizar Users.
Dystrybucja Mizara zawiera Mizar Mathematical Library (MML), bibliotekę zawierającą definicje, twierdzenia i dowody matematyczne do których odwołują się nowe artykuły. Propozycje na dodatki do tej biblioteki, po recenzji i automatycznym sprawdzeniu, są publikowane w Journal of Formalized Mathematics i stają się częścią MML.
MML jest zbudowane w oparciu o aksjomaty teorii mnogości Tarskiego-Grothendiecka. Do chwili obecnej (kwiecień 2006) w bibliotece znalazło się 7900 definicji i 42 000 twierdzeń.
Mimo iż semantycznie wszystkie obiekty MML są zbiorami, język pozwala na definiowanie i używanie nowych typów składniowych: np. zmienna może być zdefiniowana jako Nat, jeśli oznacza liczbę naturalną, albo Group, jeśli oznacza grupę. Sprawia to, że notacja staje się wygodniejsza i bardziej zbliżona do matematycznego sensu danego zapisu.
Abstrakty MML można przeglądać w Journal of Formalized Mathematics, a MML Query implementuje wyszukiwarkę MML.